# ポルトブッフォレ
ポルトブッフォレ（伊: Portobuffolé）は、イタリア共和国ヴェネト州トレヴィーゾ県にある、人口約700人の基礎自治体（コムーネ）。

## 地理

### 位置・広がり

#### 隣接コムーネ
隣接するコムーネは以下の通り。括弧内のPNはポルデノーネ県所属を示す。
- ブルニェーラ (PN)
- ガイアリーネ
- マンスエ
- プラータ・ディ・ポルデノーネ (PN)

### 気候分類・地震分類
気候分類では、zona E, 2382 GGに分類される。
また、イタリアの地震リスク階級 (it) では、zona 2 (sismicità media) に分類される。

## 行政

### 分離集落
ポルトブッフォレには、以下の分離集落（フラツィオーネ）がある。
- Faè, Ronche, Settimo

## 文化・観光
「イタリアの最も美しい村」クラブ加盟コムーネである。